# Nagodzice

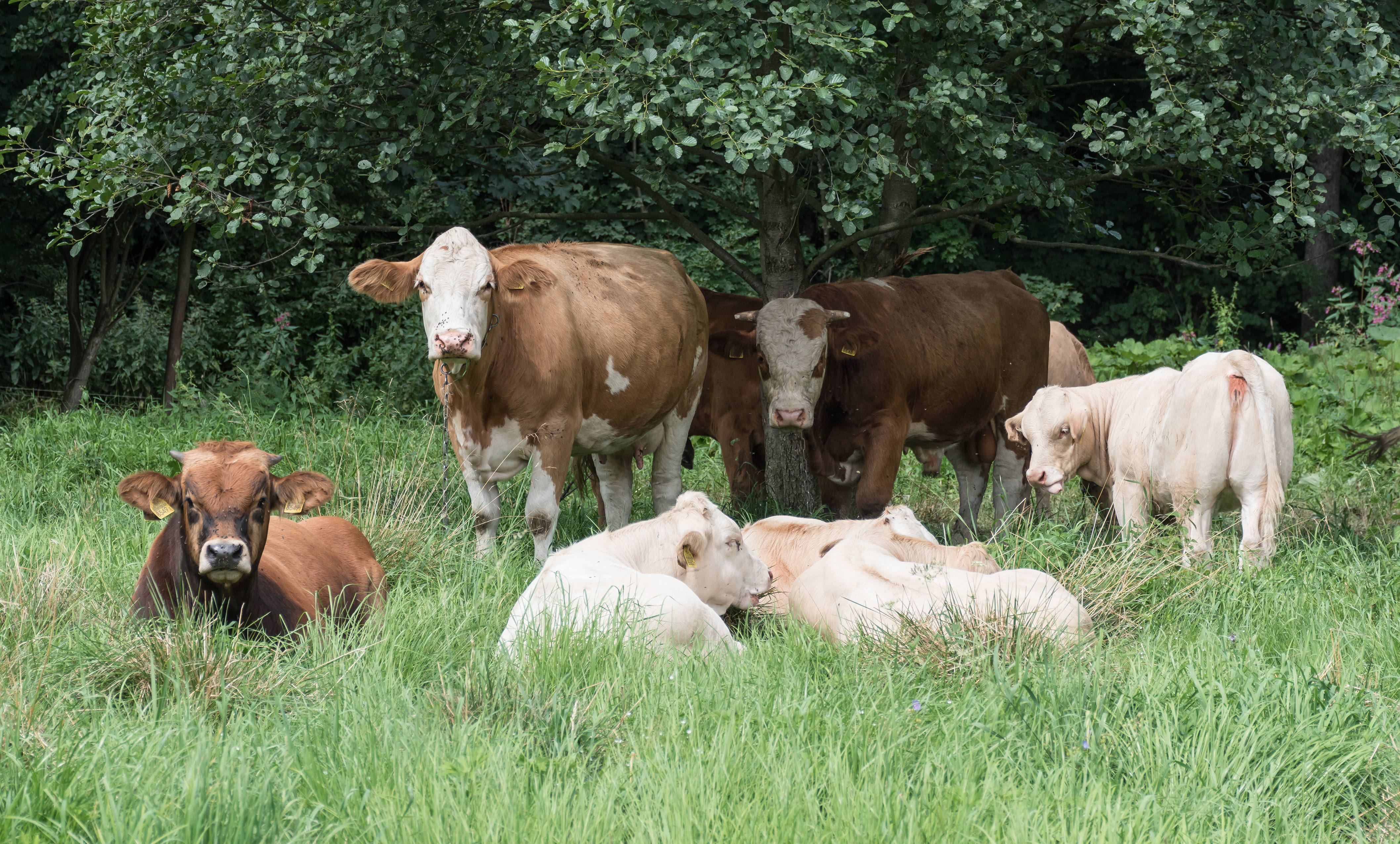
Bydło na pastwisku w Nagodzicach

Nagodzice (niem. Herzogswalde) – wieś w Polsce położona w województwie dolnośląskim, w powiecie kłodzkim, w gminie Międzylesie.

## Położenie
Nagodzice to duża wieś łańcuchowa o długości około 2 km, leżąca na Wysoczyźnie Międzylesia, pomiędzy Międzylesiem na południu i Roztokami na północy, w dolinie Nysy Kłodzkiej, na wysokości około 410–430 m n.p.m.

## Podział administracyjny
W latach 1975–1998 miejscowość administracyjnie należała do województwa wałbrzyskiego.

## Historia
Pierwsze wzmianki o Nagodzicach pochodzą z XIV wieku, wydobywano tam wtedy rudy żelaza. Podczas wojen husyckich wieś została zniszczona, po ich zakończeniu dokonano ponownej lokacji. Do wybuchu wojny trzydziestoletniej mieszkańcy ponownie zajmowali się górnictwem, po jej zakończeniu Nagodzice zostały własnością hrabiego von Alhanna i stały się rolniczym zapleczem Międzylesia. W XIX wieku we wsi były: szkoła, kościół, młyn wodny, browar, kamieniołom i folwark, w którym hodowano kilkaset owiec.

## Zabytki
W Nagodzicach znajdują się następujące zabytki:
- kapliczka słupowa z XIX wieku, z figurą św. Józefa pochodzącą z 1804 roku,
- liczne domy mieszkalne i budynki gospodarcze pochodzące z XIX i XX wieku.

## Szlaki turystyczne
Przez dolny kraniec wsi przechodzi  szlak turystyczny z Międzylesia na Jagodną.